# Kolaž
Kolaž (francuski: collage, lijepljenje) označava slikarsku tehniku koja se koristi na raznim razinama (školskim, zanatskim, umjetničkim itd.). Sastoji se od lijepljenja raznih materijala (papira, kartona, fotografija, novinskih izrezaka i sl.). S vremenom se taj pojam po metonimiji počeo koristiti za umjetnička djela koja se sastoje od raznih materijala umjesto za samu tehniku.
Kolaž je danas u potpunosti usvojen u obrazovnoj praksi i u školama kao rekreativna i nastavna aktivnost.

## Povijest
Tehnika kolaža usvojena je početkom 20. stoljeća za izradu avangardnih djela, prvenstveno kod kubista. Umjetnici kod kojih imamo najvažnije primjere su Georges Braque i Pablo Picasso koji je kolaž upotrijebio još 1912. u tzv. papiers collés, a osim papira ubrzo je počeo koristiti i kutije cigareta, kutije šibica i igrače karte. Stvorila se jedna vrsta polimaterijalizma koja je dovela do jedne struje klasičnog kolaža u futurizmu i apstraktnoj umjetnosti s težnjom ka geometričnosti te do još jedne struje kolaža u tri dimenzije, nazvanom assemblage koju nalazimo u pokretima kao što su novi dadaizam i novi realizam.
Smatra se da je prvi koji je ovu tehniku pretvorio u vrstu umjetnosti i predstavio je u javnosti bio umjetnik John Heartfield 1924. te je koristio kao satiričko oružje u borbi protiv Hitlera i nacizma upotrijebivši prvenstveno fotografije. George Grosz je u svojim spisima rekao: "kad smo John Heartfield i ja izumili fotomontažu, u mom studiju, u 5 sati jednog jutra 1916., ni jedan od nas dvojice nije imao "pojma" o njezinom ogromnom potencijalu ni o trnovitom putu, ali punom uspjeha koji nas je čekao. Kao što se u životu često događa zapeli smo u izvor bogatstva bez da smo to primijetili."
Među ostalim prethodnicima su Raoul Hausmann, Hanna Höch, Paul Citroen, Michael Mejer i općenito umjetnici koji su pripadali pokretima kao što su Bauhaus i dadaizam pa čak i nadrealizam: Max Ernst je primjerice u svojim radovima koristio crno-bijele grafike s početka stoljeća.
Kolaž su koristili i u talijanski futuristi i mnogi umjetnici tijekom 20. stoljeća, među kojima je važno spomenuti Roberta Rauschenberga, jednog od glavnih majstora ove tehnike, koju su u pop artu nazvali combines, u kojem predmeti i fragmenti svakodnevnog života dolaze do izražaja i koji su duh samog pokreta.

## Poznati predstavnici
| - Johannes Baader - Johannes Theodor Baargeld - Nick Bantock - Amadeo de Souza Cardoso - V. Balu - Romare Bearden - Peter Blake - Guy Bleus - Umberto Boccioni - Rita Boley Bolaffio - Georges Braque - Alberto Burri - Reginald Case - Joseph Cornell - Philippe Derome - Jim Dine - Arthur G. Dove - Marcel Duchamp - Max Ernst - Juan Gris - George Grosz | - Raymond Hains - Richard Hamilton - Raoul Hausmann - John Heartfield - Damien Hirst - Hannah Hoch - David Hockney - Istvan Horkay - Ray Johnson - Jiří Kolár - Lee Krasner - Lennie Lee - Gid London - Kazimir Maljevič - Conrad Marca-Relli - Eugene J. Martin - Henri Matisse - John McHale - Robert Motherwell - Joseph Nechvatal | - Robert Nickle - Fred Otnes - Pablo Picasso - Francis Picabia - Robert Rauschenberg - Man Ray - Larry Rivers - Mimmo Rotella - Anne Ryan - Kurt Schwitters - Gino Severini - Daniel Spoerri - Jonathan Talbot - Lenore Tawney - Cecil Touchon - Scott Treleaven - Jacques Villeglé - Kara Walker - Tom Wesselmann |  |